# Deïphobus
Deïphobos (Oudgrieks Δηΐφοβος / Dêïphobos) of Deïphobus (Latijn), ook wel geschreven als Deiphobos, Dephobos / Deiphobus, Dephobus, is een figuur uit de Griekse mythologie. Hij is de derde zoon van koning Priamos van Troje en Hekabe, en na Hektor een der dapperste Trojanen. Hij was ook de broer van Paris, Helenos, Troïlos en van Kreousa, Kassandra en Polyxena.
Hij verzette zich tegen de uitlevering van Helena, en na de dood van Paris huwde hij met haar. Gedurende de oorlog doodde hij verscheidene voorname Grieken, waaronder Askalaphos, de zoon van Ares. Hij zelf werd gewond door Meriones, doch door zijn broer Polites nog tijdig aan het strijdgewoel ontrukt. Bij de verovering van Troje werd zijn huis het eerst door de Grieken bestormd, omdat hij toen de echtgenoot van Helena was. Odysseus en Menelaos richtten hun voornaamste aanval daartegen en Deïphobos zelf, door Helena aan de Grieken verraden, werd door Menelaos vreselijk verminkt, zoals Aineas hem later in de onderwereld ontmoette.
Te Olympia werd een standbeeld van Deïphobos gevonden.

## Antieke bronnen
- Apollodorus, Bibliotheca III 12.5, Epitome V 9 en 22.
- Arctinos van Milete, Iliupersis.
- Homerus, Ilias XII 94-95; XIII 156-164; XIII 402 ff.
- Homerus, Odyssee VIII 516-520
- Lesches van Pyrrha, Ilias parva.
- Quintus van Smyrna, Posthomerica XIII.
- Virgilius, Aeneis VI 494-547.